# Magners
Magners, полное наименование Magners Irish Cider — ирландская марка сидра, производимая в Ирландии компанией C&C Group. Выпускаются несколько вариантов сидра: Original, Light, Pear и Berry. Изначально сидр производился под именем Bulmers Irish Cider и продаётся также под этим именем в Ирландии, хотя уже не принадлежит компании H. P. Bulmer, а в Северной Ирландии продаётся под именем Magners.

## История

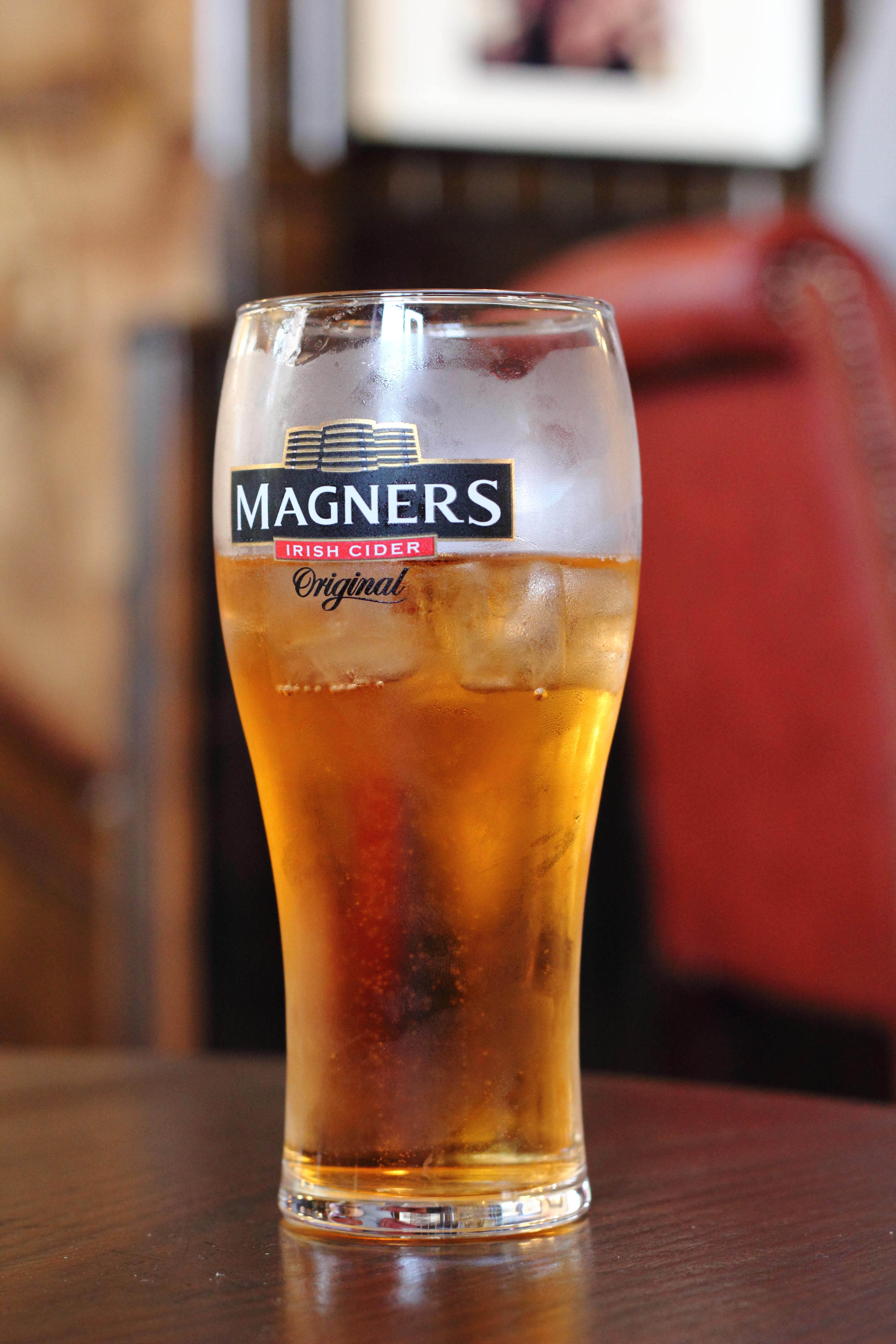
Пинта сидра Magners

Коммерческое производство сидра было организовано в городе Клонмел (графство Южный Типперэри, Ирландское свободное государство) в 1935 году местным жителем Уильямом Магнером (англ. William Magner), купившим фруктовый сад у некоего мистера Фелана (англ. Mr Phelan). Он открыл пивоварню на Даудс-лейн, где когда-то стояла пивоварня Томаса Мёрфи. В 1937 году английская компания по производству сидра H. P. Bulmer приобрела половину доли ирландского предприятия, а благодаря опыту англичан объёмы производства сидра значительно выросли. В 1946 году пивоварня Магнера была выкуплена полностью и переименована в Bulmer's Ltd Clobmel. Компания Bulmer поддерживала международные права на торговую марку, поэтому любой экспорт чаще осуществлялся через родительское предприятие, а не прямо из Ирландии.
В 1960-е годы H. P. Bulmer начала производство шампанского перри как прямой аналог товарам предприятия Babycham, принадлежавшего компании Showerings Ltd из Шептон-Маллета. Showerings подали в суд на Bulmer, оспорив право на производство, и выиграли дело. В 1964 году компания продала свой филиал в Клонмеле компании Guinness и своему родительскому предприятию Allied Breweries, после чего клонмелское предприятие было переименовано в Showerings (Ireland) Ltd. Позже производство сидра было перенесено в новый комплекс в городе Аннервилль (англ. Annerville) в 5 км к востоку от Клонмела, открытый в 1965 году премьер-министром Шоном Лемассом. В настоящее время предприятие Bulmers/Magners, штат которого насчитывает около 470 человек, принадлежит компании C&C Group и оказывает большое воздействие на экономику Клонмела.
Также компания производила безалкогольный напиток Cidona, популярный в своё время в Ирландии, права на производство которого были проданы в 2007 году предприятию Britvic.

## Бренд

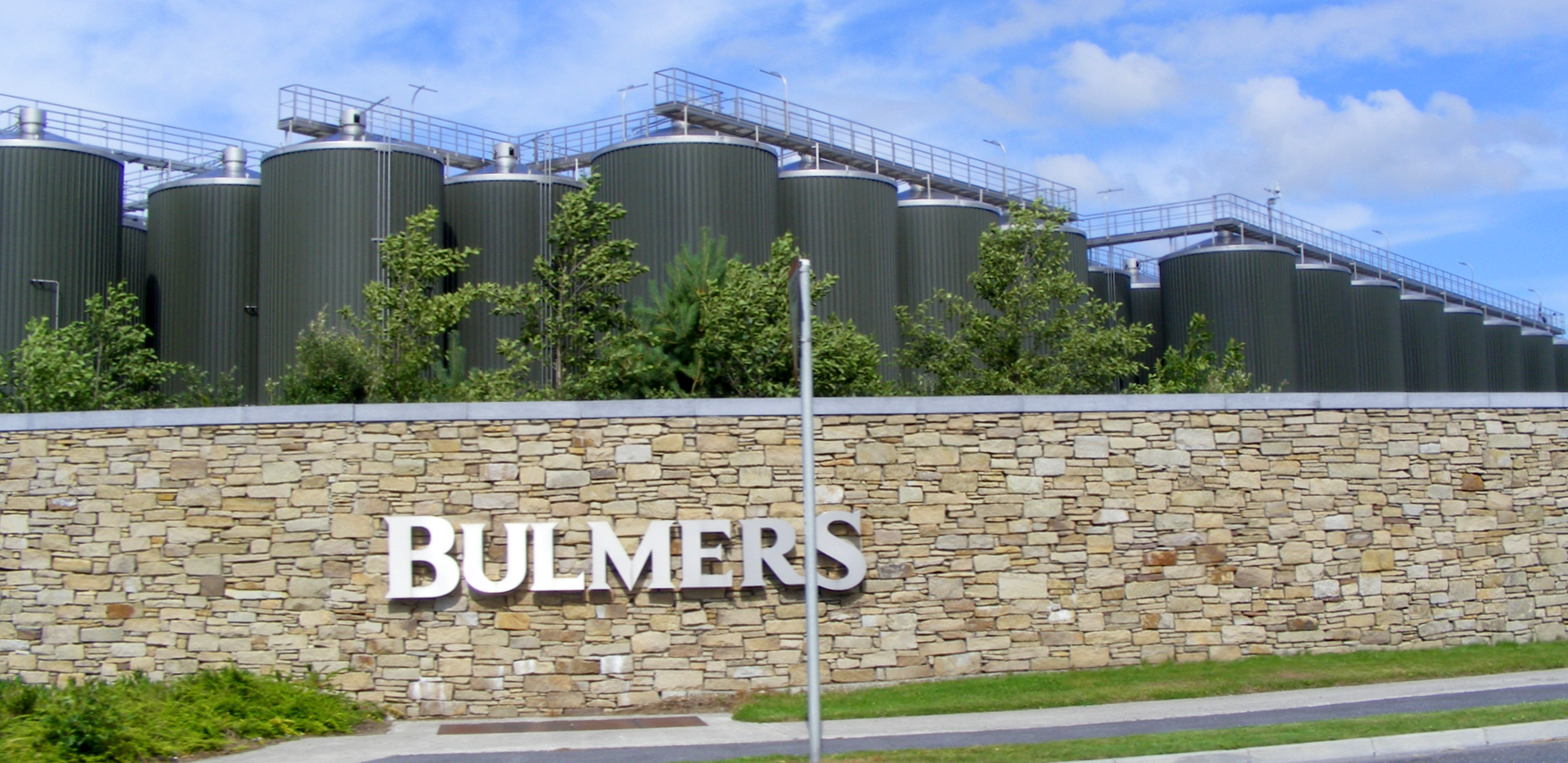
Пивоварня в Аннервилле

Успех сидра Bulmers в Ирландии привёл к выходу бренда Magners на мировой рынок. Поскольку право на продажу оригинального напитка под исходным именем Bulmers сохранилось за компанией H. P. Bulmer, компании C&C Group требовалось новое имя для рекламы своего продукта в мире. Концепт был разработан Бренданом Макгиннессом, Джоном Кеогом и Шейном Уиланом из Bulmers Ireland, которые заявили, что рост популярности ирландских пабов в мире открыл естественный рынок для ирландского сидра. Продажа сидра под именем Magners началась в мае 1999 года на Майорке, в июле 1999 года — в Мюнхене, а в конце 1999 года — в Северной Ирландии. Осуществлялась продажа оптовикам и розничным продавцам в Лондоне, Глазго, Бирмингеме и Кардиффе.
Отличий между марками сидра Bulmers и Magners вообще нет, за исключением имени. Сидр производится из 17 сортов яблок, куда добавляются глюкозный сироп, красители E и сульфиты для цвета, вкуса и сохранения. Брожение и дозревание длится до 2 лет. Сидр выпускается в бутылках объёмом 330 мл, 440 мл, одну пинту, 750 мл и 1 л, а также в банках объёмом 500 мл, и подаётся со льдом. Доступен во многих ирландских барах для разлива, а также в некоторых шотландских барах. Изначально был доступен только в Испании, Северной Ирландии и Шотландии, но затем стал продаваться по всей Европе, Австралии, Канаде, Новой Зеландии, Японии, Гонконге, Сингапуре, Таиланде и США.
В 2004 году начался выпуск продукта Magners Light — низкокалорийного сидра, в 2011 году он стал продаваться уже и в бутылках объёмом одну пинту. В марте 2009 года поступил в продажу грушевый сидр (перри) Magners Pear Cider, а в феврале 2010 года вышел новый продукт под названием Magners Berry. «Берри» изготавливается из 17 сортов яблок, как и оригинальный сидр Bulmers, но в нём присутствует концентрация из чёрной смородины, малины и клубники до 4,5%. Продаётся в бутылках объёмом пинту и бутылях с длинным горлышком, а также в банках объёмом 440 мл в супермаркетах.
В 2010 году вышел продукт Magners Golden Draught — свежий сидр «старого стиля», эксклюзивно доступный на рынке, а в 2011 году вышли также три его вкуса «Пряные яблоки и мёд» (англ. Spiced Apple & Honey), «Груша и имбирь» (англ. Pear & Ginger) и «Пряные яблоки и ревень» (англ. Spiced Apple & Rhubarb), продававшиеся в супермаркетах и барах. В 2014 году продажу сидра Magners начала осуществлять Московская пивоваренная компания, в продажу поступил традиционный сорт Magners Original Irish Cider. В августе 2015 года был выпущен новый ассортимент под названием Forbidden Flavours (с англ. — «Запрещённые ароматы») со вкусами «Облачный лимон» (англ. Cloudy Lemon), «Клубника и лайм» (англ. Strawberry & Lime), «Ягода-ягода» (англ. Berry Berry) и «Сочная груша» (англ. Juicy Pear). В марте 2017 года Bulmers после инвестиций в размере 10 миллионов евро выпустила новую упаковку для бутылок и банок, вдохновлённую мягкими тонами цвета сидра, а также новый сорт сладкого сидра Outcider.

## Спонсорство и реклама
Сидр Magners рекламируется всегда с кубиками льда, наподобие рекламы холодного пива. Успех сидра привёл к тому, что летом 2005 года компания британская Scottish & Newcastle представила сидр Strongbow Sirius, более мягкую версию сидра Strongbow, который подавался со льдом, хотя позже производство прекратилось. В 2006 году был перезапущен выпуск Bulmers Original в Великобритании, сидра премиум-класса в упаковке.
Компания Magners была генеральным спонсором Кельтской лиги — крупнейшего регбийного соревнования клубов Ирландии, Уэльса и Шотландии — с сезона 2006/2007 по сезон 2010/2011, когда в сезоне выступили впервые итальянские клубы. Также компания была спонсором шотландского клуба «Данди» в 2003—2005 годах, спонсором фестиваля Brighton Fringe в 2007 году и фестиваля Edinburgh Festival Fringe в 2009 году, сингапурского комедийного фестиваля King's and Queen of Comedy Asia в 2010 году и the Comedy Club Series. Сейчас является спонсором международного комедийного фестиваля Глазго.
В 2013 году компания Magners стала спонсором клуба «Селтик», сменив Tennent's Lager после истечения контракта. Контракт был заключён на три сезона, начиная с 2013/2014. Однако футболисты «Селтика» выходили на поле в матчах Лиги чемпионов УЕФА 2013/2014 против казахского футбольного клуба «Шахтёра» из Караганды в футболках со спонсором Tipperary Natural Mineral Water, также принадлежавшим C&C Group — причиной был запрет казахским законодательством рекламы алкоголя.
В 2019—2022 годах Magners будет спонсором Челтнемского золотого кубка по стипль-чез-скачкам.